# Chbany
Chbany település Csehországban, Chomutovi járásban. Chbany Vilémov, Březno, Rokle, Pětipsy, Libědice és Nové Sedlo településekkel határos. Lakosainak száma 632 fő (2024. január 1.).

## Népesség
A település lakosságának változását az alábbi diagram mutatja:
| Lakosok száma | 1435 | 1502 | 1540 | 608  | 633  | 571  | 610  | 639  | 594  | 632  |
|               | 1869 | 1900 | 1921 | 1961 | 1980 | 2011 | 2016 | 2019 | 2021 | 2024 |